# Station Igel
Igel is een spoorwegstation in de Duitse plaats Igel ,op de linkeroever van de Moezel, nabij de grens met Luxemburg. Het station werd in 1861 geopend. 
| Serie        | Treinsoort             | Route                                                                                     | Bijzonderheden                        |
| ------------ | ---------------------- | ----------------------------------------------------------------------------------------- | ------------------------------------- |
| RE 5100RE 11 | Regional-Express (CFL) | Luxemburg – Wasserbillig – Igel – Trier Hbf – Wittlich Hbf – Cochem (Mosel) – Koblenz Hbf |                                       |
| RB 5150      | Regionalbahn (CFL)     | Luxemburg – Wasserbillig – Igel – Trier Hbf                                               | Op werkdagen, enkele treinen per dag. |